# Peter Debye
Petrus (Peter) Josephus Wilhelmus Debye (Maastricht, 24 de março de 1884 — Ithaca, 2 de novembro de 1966) foi um físico-químico estadunidense de origem neerlandesa.

## Vida e obra
Petrus Josephus Wilhelmus Debije nasceu em Maastricht, nos Países Baixos, em 24 de março de 1884. Debye participou da Universidade de Tecnologia de Aachen, a apenas 30 km de distância da Província do Reno, em 1901. Ele estudou matemática e física clássica, e, em 1905, formou-se em engenharia elétrica. Em 1907, ele publicou seu primeiro trabalho, uma solução matematicamente elegante de um problema envolvendo correntes parasitas. Em Aachen, ele estudou com o físico teórico Arnold Sommerfeld, que mais tarde afirmou que sua descoberta mais importante foi Peter Debye.
Estudou na Universidade de Munique, onde se graduou em 1905. Participou de aulas de Física em várias universidades da Suíça, Países Baixos e Alemanha (1911-1935). Em 1934 foi nomeado diretor do Instituto Kaiser Guillermo de Física em Berlim. Em 1938  transferiu-se para os Estados Unidos, onde lecionou química na Universidade de Cornell entre 1940 e 1952. Em 1946 obteve a cidadania estadunidense.
Em 1912 introduziu uma modificação na teoria do calor específico para baixas temperaturas, desenvolvida por Albert Einstein, incluindo as contribuições dos fônons, os quanta de vibrações dos cristais.
Em 1913 estendeu a teoria da estrutura atômica de Niels Bohr, introduzindo órbitas elípticas no modelo, conceito também introduzido pelo físico alemão Arnold Sommerfeld. Ainda em 1923, com seu assistente Erich Hückel, desenvolveu uma melhoria na teoria de Svante Arrhenius sobre a condutividade elétrica em soluções eletrolíticas, conhecida atualmente como equação de Debye-Hückel, considerada um grande passo na compreensão das soluções eletrolíticas.
Em 1923, juntamente com Arthur Holly Compton, desenvolveu uma teoria para explicar o efeito Compton, a difração dos raios-X quando interagem com elétrons.
Foi laureado com o Nobel de Química de 1936, pelas suas contribuições para o conhecimento das estruturas moleculares.
Participou da 4ª, 5ª, 6ª e 7ª Conferência de Solvay.
Em abril de 1966, Debye sofreu um ataque cardíaco, e em novembro do mesmo ano um segundo foi fatal. Ele está enterrado no Cemitério Pleasant Grove (Ithaca, Nova Iorque, Estados Unidos).